# 28556 Kevinchen
28556 Kevinchen este un asteroid din centura principală de asteroizi.

## Descriere
28556 Kevinchen este un asteroid din centura principală de asteroizi. A fost descoperit pe 8 martie 2000 la Socorro, New Mexico, în cadrul proiectului LINEAR. Asteroidul prezintă o orbită caracterizată de o semiaxă mare de 2,53 ua, o excentricitate de 0,17 și o înclinație de 2,7° în raport cu ecliptica.